# Fensalir

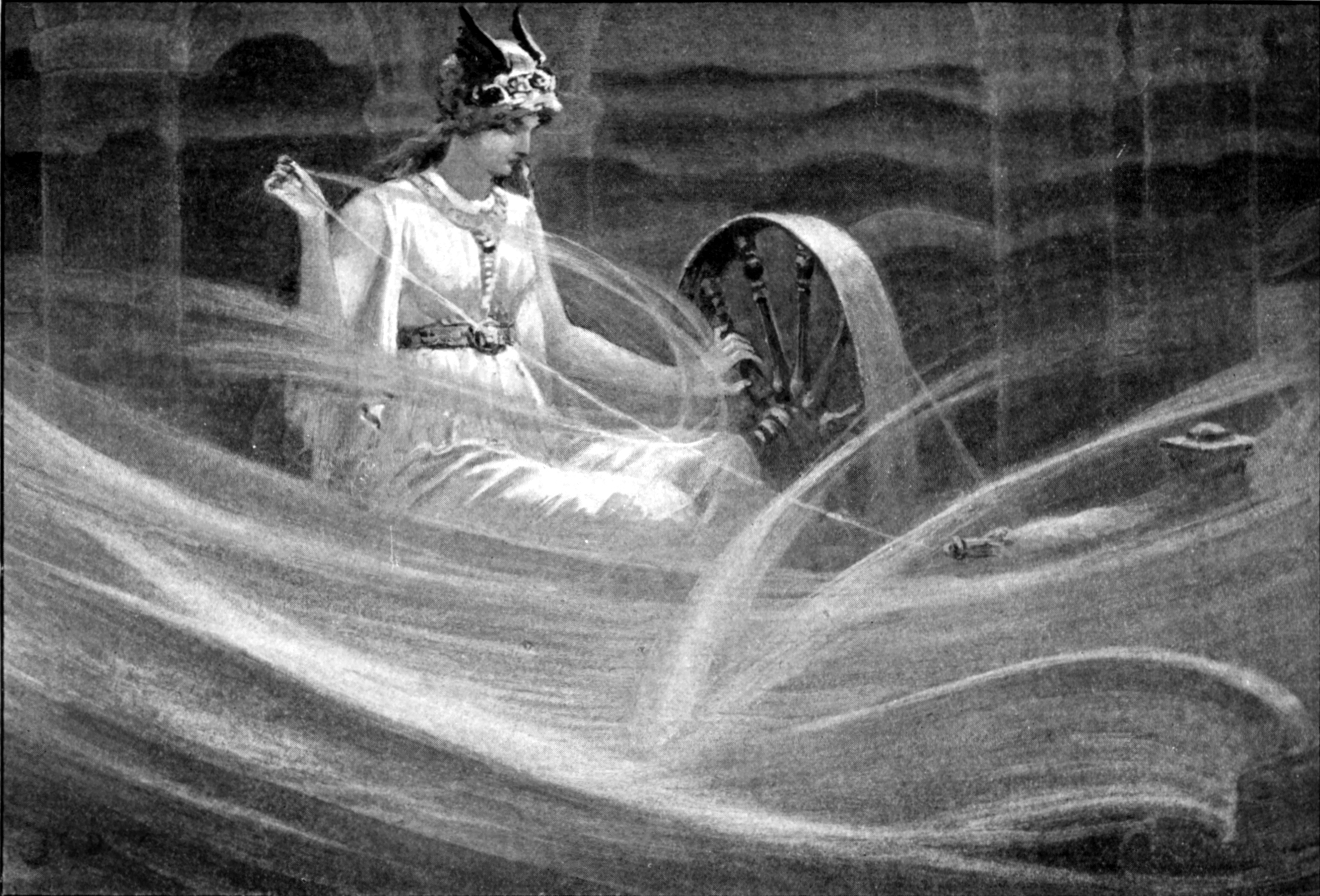
La déesse Frigg filant les nuages, John Charles Dollman.

Fensalir (« salle des marécages » en vieux norrois) est, dans la mythologie nordique, la demeure de la déesse Frigg.

## Légende
Dans la Völuspá, poème de l'Edda poétique, Frigg est décrite pleurant la mort de son fils, Baldr dans sa demeure de Fensalir.
Dans le Gylfaginning, poème de l'Edda en prose, c'est à cet endroit que Loki, déguisé en femme, obtient l'aveu de Frigg que, en dépit d'avoir fait jurer à chaque être vivant de ne pas porter atteinte à son fils, elle avait oublié une branche de gui qu'elle jugeait trop petite. Loki arrache alors la branche et la taille en flèche.
Alors que les Ases s'amusaient à jeter des choses sur Baldr, invulnérable à la suite des serments que Frigg a su avoir des êtres vivants, le dieu fourbe propose à Höd, le frère de Baldr, de se joindre au jeu. Höd étant aveugle, Loki guide son jet. Le corps de Baldr est transpercé, à l'horreur de tous sauf Loki, qui a permis cette mort.